# Concerto pour hautbois no 3 de Haendel
Pour les articles homonymes, voir Concerto pour hautbois (homonymie).
Le concerto pour hautbois n° 3 en sol mineur (HWV 287) est un concerto baroque en 4 mouvements, composé vers 1704-1705 par le compositeur anglo-allemand Georg Friedrich Haendel (1685-1759) pour hautbois, orchestre et basse continue, une des premières œuvres de son répertoire.

## Histoire
Cette œuvre est publiée pour la première fois à Leipzig en 1863 ; cette publication parle de ce concerto comme d'une œuvre datant de 1703 (Handel est alors étudiant en musique âgé de 18 ans, joue à l'opéra Oper am Gänsemarkt de Hambourg, où il publie et créé avec succès ses premiers opéras Almira HWV 1 et Nero HWV 2 de 1705 ). Aucune autre source concernant ce concerto n'est connue. D'autres catalogues de la musique de Haendel le classent sous l'abréviation de HG (en) xxi, 100 et HHA (en) iv/12,3.

## Orchestration
- 1 hautbois
- Orchestre symphonique
- Basse continue

## Mouvements, structure
L'œuvre se compose de quatre mouvements :
1. Grave.
2. Allegro.
3. Largo (sarabande).
4. Allegro (thématiquement dérivée du premier mouvement, une pièce enjouée avec un dialogue entre le hautbois solo et les instruments accompagnant).